# Apostolepis polylepis
Apostolepis polylepis este o specie de șerpi din genul Apostolepis, familia Colubridae, descrisă de Ayrton Amaral în anul 1921. Conform Catalogue of Life specia Apostolepis polylepis nu are subspecii cunoscute.